# جونيت بوربلي
جونيت بوربلي (بالمجرية: Borbély Zsanett)‏ مواليد 9 يناير 1978 في المجر، هي لاعبة كرة يد مجرية. مثلت منتخب المجر لكرة اليد للسيدات. شاركت في بطولة أوروبا لكرة اليد للسيدات 2006.